# Stefan Koubek
Stefan Koubek (* 2. Jänner 1977 in Klagenfurt, Kärnten) ist ein ehemaliger österreichischer Tennisspieler.

## Karriere
Koubek begann bereits im Alter von zweieinhalb Jahren Tennis zu spielen, sein Talent wurde schon früh erkannt. Ab 1993 wurde er von dem Trainer Günter Bresnik betreut. Sein Debüt auf der ATP Tour feierte er 1994. Aufsehen erregte er allerdings erst 1996 beim Turnier von Umag, als er dort das Achtelfinale erreichte. Im Jahr darauf spielte er vor allem Challenger-Turniere.
Ein erster kleiner Höhepunkt in seiner Karriere war 1997 das Erreichen des Viertelfinales in Kitzbühel, wobei er unter anderem mit Alberto Berasategui den Titelverteidiger bezwingen konnte.
1998 spielte er erstmals für Österreich im Davis Cup, er verlor gegen Israel allerdings beide Partien. Im Laufe des Jahres war er erstmals unter den Top 100 der Weltrangliste zu finden.
1999 wurde das erfolgreichste Jahr in Koubeks Karriere. Beim Turnier von Atlanta feierte er seinen ersten Turniersieg auf der ATP Tour. Er besiegte dort unter anderem Michael Chang, Magnus Larsson und Sébastien Grosjean. Weitere Saisonhighlights waren das Viertelfinale von St. Pölten, das Achtelfinale bei den French Open, das Finale von Bournemouth und das Viertelfinale von Wien. Mit dem österreichischen Davis-Cup-Team gelang ihm ein großer Erfolg, als er zusammen mit Markus Hipfl die hoch favorisierten Schweden ausschalten konnte. Am Saisonende war er erstmals unter den Top 50 der Welt gelistet.
In der Saison 2000 errang Koubek mit dem Erfolg in Delray Beach seinen zweiten Turniersieg. Ein weiteres gutes Resultat war das Halbfinale von Mexiko-Stadt mit Siegen über Gastón Gaudio und Albert Portas. Ansonsten war es ein schlechtes Jahr und auch im Folgenden lief es für Koubek nicht viel besser. Hinderlich waren eine Bänderverletzung und seine schwachen Nerven. Ein gutes Resultat war sein Vorstoß ins Halbfinale von Wien, bei dem er unter anderem Goran Ivanišević und den aufstrebenden Roger Federer schlagen konnte.
Die Saison 2002 eröffnete Koubek mit dem besten Grand-Slam-Resultat seiner Karriere. Bei den Australian Open schlug er Cyril Saulnier, James Blake (beide jeweils nach 0:2-Satzrückstand) und Fernando González, bevor er sich im Viertelfinale dem Tschechen Jiří Novák mit 2:6, 3:6 und 2:6 geschlagen geben musste. Ein weiterer Achtungserfolg war der Einzug ins Viertelfinale beim Masters-Turnier in Hamburg mit Siegen über Albert Costa und Younes El Aynaoui.
2003 gelang Koubek sein dritter Turniersieg; bei den Qatar Open in Doha besiegte er im Finale Jan-Michael Gambill. Der einzige weitere Höhepunkt war das Halbfinale von München, bei dem er die Topspieler Rainer Schüttler und Tim Henman schlagen konnte.
Nach einem schlechten Start in die Saison 2004 erzielte Koubek zum Saisonende einige gute Resultate wie die dritte Runde bei den US Open, das Achtelfinale beim Masters von Madrid und das Halbfinale bei den Swiss Indoors unter anderem mit einem Sieg über Ivan Ljubičić. Ein weiteres Highlight war das Davis-Cup-Relegationsspiel in Pörtschach, wo er Tim Henman und Greg Rusedski keine Chance ließ.
2005 war ein schlechtes Jahr in Koubeks Karriere. Nach einem positiven Dopingtest auf Triamcinolonacetonid bei den French Open war er im Dezember 2004 für drei Monate gesperrt worden. Er machte einen Arzt verantwortlich, allerdings bescheinigte ihm der Tennisweltverband „naives Verhalten“. Verletzungen und eine Lungenentzündung verhinderten zudem gute Ergebnisse.
2006 lief es für Koubek ebenfalls nicht nach Wunsch. Außer einer Finalteilnahme in Zagreb und einem Semifinale in Mumbai konnte er keine Erfolge vorweisen.
Das Jahr 2007 begann für Koubek mit einem Paukenschlag. Gleich beim ersten Turnier in Chennai zog er ins Finale ein; er besiegte dabei Carlos Moyá und Paradorn Srichaphan, wobei er jeweils nur vier Spiele abgab. Das Endspiel gegen den Belgier Xavier Malisse verlor er allerdings. Im Februar erreichte er beim Turnier von Memphis das Viertelfinale, das er gegen Andy Murray verlor. Nach einer längeren Durststrecke erreichte er im Sommer mit dem Viertelfinale von Sopot wieder ein gutes Resultat. Bei den US Open scheiterte er nach klaren Siegen über Sam Querrey und Michel Llodra in der dritten Runde in vier Sätzen an Lokalmatador James Blake. Im September hatte Koubek mit einem Sieg über Ricardo Mello Anteil am Sieg der Österreicher im Davis-Cup-Relegationsspiel gegen Brasilien. Nach einem Viertelfinale in Mumbai und einem Achtelfinale beim Madrid Masters war Stefan Koubek wieder die Nummer 1 im österreichischen Herrentennis; er löste Jürgen Melzer ab, der seit Jänner 2004 diese Position innehatte.
2008 startete er bei den Australian Open und verlor in der dritten Runde gegen Paul-Henri Mathieu in fünf Sätzen. Beim Challenger-Turnier in East London erreichte er mit seinem Doppelpartner Thomas Johansson wie auch im Einzel das Finale. Das Einzelfinale verlor er 6:7, 4:6 gegen Ivan Ljubičić. Im März verlor er beim Masters-Turnier in Miami in der ersten Runde gegen Robin Söderling. Danach unterzog er sich einer Bandscheibenoperation und musste rund sechs Monate pausieren. Er fiel dabei aus den Top 100 und wurde als bestplatzierter Österreicher wieder abgelöst. Sein erstes Spiel nach der Verletzungspause bestritt er am 29. September 2008 beim Challenger-Turnier in Mons, das er gegen Christophe Rochus verlor. Beim Turnier in Wien gab Koubek sein Comeback auf der ATP Tour, verlor aber das erste Match mit 1:6, 2:6 gegen den Lucky Loser Santiago Giraldo. Es folgten weitere Erstrundenniederlagen bei Challenger-Turnieren und Koubek fiel in der Weltrangliste bis auf Platz 234 zurück. Beim Challenger von Eckental kam er bis ins Viertelfinale und in Dnjepropetrowsk ins Semifinale; somit schaffte er am Saisonende knapp den Sprung unter die Top 200.
Zu Beginn der Saison 2009 hatte er viele Punkte aus dem Vorjahr zu verteidigen. Bis auf sein Erstrundenmatch bei den Australian Open konnte er keine Partie mehr gewinnen und er fiel Mitte Februar auf Platz 304 der Weltrangliste zurück. Im Laufe des Frühjahrs verbesserte er sich auf Platz 213. Beim Turnier von Kitzbühel erreichte er die zweite Runde und verbesserte sich wieder in die Top 200, Anfang August sogar unter die Top 150, trotz schlechtem Abschneiden bei den Challenger-Turnieren.
2010 trat Koubek zur Qualifikation für die Australian Open an und erreichte die dritte Runde, in der er gegen Fernando Verdasco aufgrund einer Viruserkrankung nach dem ersten Satz aufgab.
In Wimbledon scheiterte er in der dritten Qualifikationsrunde nach einer 2:0-Satzführung noch mit 2:3. Als Lucky Loser durfte er dennoch am Hauptbewerb teilnehmen, verlor aber gleich in Runde eins. Zwei Wochen später wurde er Österreichischer Meister.
Im Juli 2011 beendete Koubek im Rahmen des ATP-Turniers in Kitzbühel seine Profikarriere.
Im Jänner 2014 wurde er als Nachfolger von Clemens Trimmel zum Kapitän der österreichischen Davis-Cup-Mannschaft ernannt. Nach fast 8-jähriger Schaffenszeit wurde Stefan Koubek im Dezember 2021 von seinem ehemaligen Tour-Kollegen Jürgen Melzer als Davis-Cup Captain abgelöst.

## Spielweise
Stefan Koubek war ein klassischer Grundlinienspieler, der aufgrund seines Kämpferherzens und seiner guten Laufarbeit früher oft mit Thomas Muster verglichen wurde. Allerdings hielten sich Koubeks Erfolge in Grenzen. Des Weiteren war er ein Laufspieler und fühlte sich am wohlsten auf Hartplätzen im Freien, auf denen er auch seine größten Erfolge feiern konnte. Sein Markenzeichen war die eingesprungene, beidhändige Rückhand, die einst Marcelo Ríos bekannt gemacht hatte, mit der er viele Winner schlug. Seine größte Schwäche war im mentalen Bereich; ihm unterliefen in engen Spielsituationen oft unerzwungene Fehler. Vorübergehend gelang es ihm, die Anzahl solcher Fehler zu reduzieren.

## Erfolge
| Legende (Siege in Klammern)       |
| Grand Slam                        |
| Tennis Masters Cup                |
| ATP Masters Series                |
| ATP International Series Gold (1) |
| ATP International Series (3)      |
| ATP Challenger Tour (2)           |

### Einzel

#### Turniersiege

##### ATP Tour
| Nr. | Datum             | Turnier      | Belag     | Finalgegner         | Ergebnis      |
| --- | ----------------- | ------------ | --------- | ------------------- | ------------- |
| 1.  | 26. April 1999    | Atlanta      | Sand      | Sébastien Grosjean  | 6:1, 6:2      |
| 2.  | 28. Februar 2000  | Delray Beach | Hartplatz | Álex Calatrava      | 6:1, 4:6, 6:4 |
| 3.  | 30. Dezember 2002 | Doha         | Hartplatz | Jan-Michael Gambill | 6:4, 6:4      |

##### Challenger Tour
| Nr. | Datum             | Turnier    | Belag | Finalgegner        | Ergebnis      |
| --- | ----------------- | ---------- | ----- | ------------------ | ------------- |
| 1.  | 6. September 1998 | Alpirsbach | Sand  | Orlin Stanoitschew | 7:6, 6:4      |
| 2.  | 29. November 1998 | Lima       | Sand  | Juan Ignacio Chela | 6:3, 2:6, 6:0 |

#### Finalteilnahmen
| Nr. | Datum              | Turnier     | Belag       | Finalgegner    | Ergebnis      |
| --- | ------------------ | ----------- | ----------- | -------------- | ------------- |
| 1.  | 13. September 1999 | Bournemouth | Sand        | Adrian Voinea  | 6:1, 5:7, 6:7 |
| 2.  | 30. Jänner 2006    | Zagreb      | Teppich (i) | Ivan Ljubičić  | 3:6, 4:6      |
| 3.  | 1. Jänner 2007     | Chennai     | Hartplatz   | Xavier Malisse | 1:6, 3:6      |

### Doppel

#### Turniersiege
| Nr. | Datum         | Turnier   | Belag | Partner               | Finalgegner             | Ergebnis |
| --- | ------------- | --------- | ----- | --------------------- | ----------------------- | -------- |
| 1.  | 30. Juli 2006 | Kitzbühel | Sand  | Philipp Kohlschreiber | Oliver Marach Cyril Suk | 6:1, 6:3 |

#### Finalteilnahmen
| Nr. | Datum           | Turnier | Belag     | Partner      | Finalgegner           | Ergebnis |
| --- | --------------- | ------- | --------- | ------------ | --------------------- | -------- |
| 1.  | 11. Jänner 2004 | Doha    | Hartplatz | Andy Roddick | Martin Damm Cyril Suk | 2:6, 4:6 |